# 李晓梅 (记者)
李晓梅，中国中央电视台新闻记者、栏目主编。
毕业于北京广播学院（今中国传媒大学）电视工程系；大学毕业后在央视技术部工作。2000年结识新华社记者朱继东，在其影响下，2003年李晓梅从幕后转到台前改做记者。2010年开始在央视七套农业节目担任栏目主编，曾担任两届“农民工春晚”《回家过年》执行总导演。2011年被中华全国妇女联合会评为“全国巾帼建功标兵”。2015年初，进入央视七套相亲节目《乡约》担任主编。